# سیکلوپنتن
سیکلوپنتن (به انگلیسی: Cyclopentene) با فرمول شیمیایی C5H8 یک ترکیب شیمیایی با شناسه پاب‌کم ۶۱۲۴۷ است؛ که جرم مولی آن ۶۸٫۱۱ گرم بر مول می‌باشد.